# Michael D. Ferrero
Michael D. Ferrero (1968 ) es un botánico australiano especializado en sistemática y ecología de la familia de las palmeras Arecaceae, con énfasis en los géneros Calyptrocalyx, Gronophyllum, Hydriastele, y describiendo más de 20 nuevas especies de palmeras.

## Algunas publicaciones
- john l. Dowe, michael d. Ferrero. 2000. Gronophyllum cariosum, an Ornamental New Species from Papua New Guinea, v. 4 Palms (formerly Principes)

- . 2011.

- La abreviatura «M.D.Ferrero» se emplea para indicar a Michael D. Ferrero como autoridad en la descripción y clasificación científica de los vegetales.[5]